# Perduta (film)
Perduta è un film del 1991 diretto da Andrea Marfori.

## Trama
Verona. Anni dopo la morte di una quindicenne, strangolata e poi abbandonata in una soffitta, l'omicidio viene messo in relazione con quello di un'altra ragazza che, poco prima di morire, aveva avuto una storia con un uomo sposato. Quest'ultimo comincia a sospettare che le due vittime siano la stessa persona.